# Lista de líderes em home runs da Major League Baseball

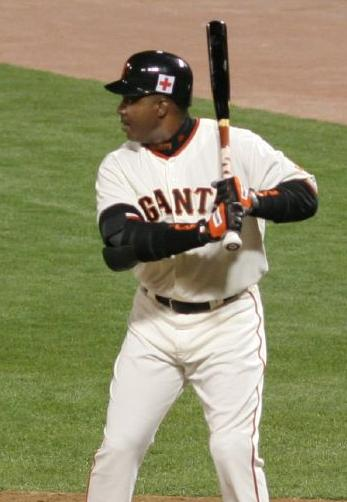
Barry Bonds detém o recorde de mais home runs na carreira, rebatendo 762 em 22 anos de atuação na MLB.

Esta é uma lista dos 300 maiores rebatedores de home runs da Major League Baseball. No beisebol, um home run é uma rebatida cujo rebatedor marca um ponto circulando em todas as bases e voltando ao home plate em uma jogada. Isso sem o benefício de um erro de campo. Isto pode ser alcançado ou rebatendo a bola para fora do campo de jogo (um home run convencional) ou ainda rebatendo a bola dentro do campo, um Inside-the-park home run.
Barry Bonds detém o recorde da Major League Baseball em home runs com 762. Em 7 de agosto de 2007 ultrapassou Hank Aaron, que atualmente está em segundo com 755. Em terceiro está Babe Ruth com 714. Alex Rodriguez (696), Willie Mays (660), Albert Pujols (659), Ken Griffey, Jr. (630), Jim Thome (612) e Sammy Sosa (609) são os únicos jogadores a atingir 600 ou mais.
Os que estão listados são todos jogadores da MLB com 219 ou mais home runs conseguidos durante temporadas regulares (estão excluídos playoffs ou jogos de exibição). Jogadores em ítalico estão ativos (2019), com o número entre parentêses designando o número de home runs conseguidos durante a temporada de 2019. A última mudança nesta página ocorreu em 26 de julho de 2020, quando Bryce Harper rebateu seu 220º home run na carreira, retirando da lista Jim Bottomley, Josh Donaldson, Al Oliver e Joe Pepitone.

## Lista
| *       | denota eleito para o National Baseball Hall of Fame.                                                                           |
| Negrito | denota jogador ativo. Um jogador é considerado inativo se foi anunciada sua aposentadoria ou não jogar uma temporada completa. |

Lista atualizada até 9 de agosto de 2020.
| Rank | Jogador (HRs em 2020) | HR  |
| ---- | --------------------- | --- |
| 1    | Barry Bonds           | 762 |
| 2    | Hank Aaron *          | 755 |
| 3    | Babe Ruth *           | 714 |
| 4    | Albert Pujols (24)    | 703 |
| 5    | Alex Rodriguez        | 696 |
| 6    | Willie Mays *         | 660 |
| 7    | Ken Griffey Jr. *     | 630 |
| 8    | Jim Thome             | 612 |
| 9    | Sammy Sosa            | 609 |
| 10   | Frank Robinson *      | 586 |
| 11   | Mark McGwire          | 583 |
| 12   | Harmon Killebrew *    | 573 |
| 13   | Rafael Palmeiro       | 569 |
| 14   | Reggie Jackson *      | 563 |
| 15   | Manny Ramirez         | 555 |
| 16   | Mike Schmidt *        | 548 |
| 17   | David Ortiz           | 541 |
| 18   | Mickey Mantle *       | 536 |
| 19   | Jimmie Foxx *         | 534 |
| 20   | Willie McCovey *      | 521 |
|      | Frank Thomas *        | 521 |
|      | Ted Williams *        | 521 |
| 23   | Ernie Banks *         | 512 |
|      | Eddie Mathews *       | 512 |
| 25   | Mel Ott *             | 511 |
| 26   | Gary Sheffield        | 509 |
| 27   | Miguel Cabrera (4)    | 506 |
| 28   | Eddie Murray *        | 504 |
| 29   | Lou Gehrig *          | 493 |
|      | Fred McGriff          | 493 |
| 31   | Adrián Beltré         | 477 |
| 32   | Stan Musial *         | 475 |
|      | Willie Stargell *     | 475 |
| 34   | Carlos Delgado        | 473 |
| 35   | Chipper Jones         | 468 |
| 36   | Dave Winfield *       | 465 |
| 37   | José Canseco          | 462 |
|      | Adam Dunn             | 462 |
| 39   | Carl Yastrzemski *    | 452 |
| 40   | Jeff Bagwell          | 449 |
|      | Vladimir Guerrero     | 449 |
| 42   | Dave Kingman          | 442 |
| 43   | Jason Giambi          | 440 |
| 44   | Paul Konerko          | 439 |
| 45   | Andre Dawson *        | 438 |
| 46   | Carlos Beltrán        | 435 |
| 47   | Juan González         | 434 |
|      | Andruw Jones          | 434 |
| 49   | Cal Ripken, Jr. *     | 431 |
| 50   | Mike Piazza *         | 427 |
| 51   | Billy Williams *      | 426 |
| 52   | Edwin Encarnación (1) | 415 |
|      | Darrell Evans         | 414 |
| 54   | Alfonso Soriano       | 412 |
|      | Mark Teixeira         | 409 |
| 56   | Duke Snider *         | 407 |
| 57   | Nelson Cruz (4)       | 405 |
| 58   | Andrés Galarraga      | 399 |
|      | Al Kaline *           | 399 |
| 60   | Dale Murphy           | 398 |
| 61   | Joe Carter            | 396 |
| 62   | Jim Edmonds           | 393 |
| 63   | Graig Nettles         | 390 |
| 64   | Johnny Bench *        | 389 |
| 65   | Aramis Ramírez        | 386 |
| 66   | Dwight Evans          | 385 |
| 67   | Harold Baines         | 384 |
| 68   | Larry Walker          | 383 |
| 69   | Frank Howard          | 382 |
|      | Ryan Howard           | 382 |
|      | Jim Rice *            | 382 |
| 72   | Albert Belle          | 381 |
| 73   | Orlando Cepeda *      | 379 |
|      | Tony Pérez *          | 379 |
| 75   | Matt Williams         | 378 |

| Rank | Jogador (HRs em 2020) | HR  |
| ---- | --------------------- | --- |
| 76   | Norm Cash             | 377 |
|      | Jeff Kent             | 377 |
| 78   | Carlton Fisk *        | 376 |
| 79   | Rocky Colavito        | 374 |
| 80   | Gil Hodges            | 370 |
| 81   | Todd Helton           | 369 |
|      | Ralph Kiner *         | 369 |
| 83   | Lance Berkman         | 366 |
| 84   | Joe DiMaggio *        | 361 |
| 85   | Gary Gaetti           | 360 |
| 86   | Johnny Mize *         | 359 |
| 87   | Yogi Berra *          | 358 |
|      | Carlos Lee            | 358 |
| 89   | Greg Vaughn           | 355 |
| 90   | Luis Gonzalez         | 354 |
|      | Lee May               | 354 |
| 92   | Torii Hunter          | 353 |
| 93   | Ellis Burks           | 352 |
| 94   | Dick Allen            | 351 |
| 95   | Chili Davis           | 350 |
| 96   | George Foster         | 348 |
| 97   | José Bautista         | 344 |
|      | Ryan Braun (0)        | 344 |
|      | Curtis Granderson     | 344 |
| 100  | Ron Santo *           | 342 |
| 101  | Jack Clark            | 340 |
| 102  | Tino Martinez         | 339 |
|      | Dave Parker           | 339 |
|      | Boog Powell           | 339 |
| 105  | Don Baylor            | 338 |
| 106  | Joe Adcock            | 336 |
| 107  | Darryl Strawberry     | 335 |
| 108  | Moisés Alou           | 332 |
|      | Bobby Bonds           | 332 |
| 110  | Hank Greenberg *      | 331 |
|      | Derrek Lee            | 331 |
| 112  | Shawn Green           | 328 |
|      | Mo Vaughn             | 328 |
| 114  | Jermaine Dye          | 325 |
|      | Robinson Canó (1)     | 325 |
|      | Willie Horton         | 325 |
| 117  | Gary Carter *         | 324 |
|      | Lance Parrish         | 324 |
| 119  | Ron Gant              | 321 |
| 120  | Vinny Castilla        | 320 |
|      | Troy Glaus            | 320 |
| 122  | Cecil Fielder         | 319 |
|      | Prince Fielder        | 319 |
| 124  | Roy Sievers           | 318 |
| 125  | George Brett *        | 317 |
|      | Adrian Gonzalez       | 317 |
| 127  | Ron Cey               | 316 |
|      | Matt Holliday         | 316 |
|      | Scott Rolen           | 316 |
| 130  | Jeromy Burnitz        | 315 |
| 131  | Reggie Smith          | 314 |
|      | Jay Bruce (2)         | 314 |
| 133  | Iván Rodríguez        | 311 |
|      | Giancarlo Stanton (3) | 311 |
| 135  | Jay Buhner            | 310 |
| 136  | Edgar Martínez        | 309 |
| 137  | Greg Luzinski         | 307 |
|      | Al Simmons *          | 307 |
|      | Miguel Tejada         | 307 |
| 140  | Fred Lynn             | 306 |
|      | Richie Sexson         | 306 |
|      | Rubén Sierra          | 306 |
| 143  | Raúl Ibañez           | 305 |
|      | David Justice         | 305 |
|      | Reggie Sanders        | 305 |
| 146  | Steve Finley          | 304 |
| 147  | Rogers Hornsby *      | 301 |
| 148  | Chuck Klein *         | 300 |
|      | Justin Upton (2)      | 300 |
| 150  | Tim Salmon            | 299 |

| Rank | Jogador (HRs em 2020) | HR  |
| ---- | --------------------- | --- |
| 151  | Mark Reynolds         | 298 |
|      | Evan Longoria (1)     | 298 |
| 153  | Rickey Henderson *    | 297 |
| 154  | Chris Davis (0)       | 295 |
| 155  | Magglio Ordóñez       | 294 |
|      | Robin Ventura         | 294 |
|      | Kent Hrbek            | 293 |
| 158  | Pat Burrell           | 292 |
|      | Rusty Staub           | 292 |
| 160  | Craig Biggio *        | 291 |
|      | Jimmy Wynn            | 291 |
| 162  | Mike Trout (5)        | 290 |
| 163  | Bobby Abreu           | 288 |
|      | Del Ennis             | 288 |
|      | Bob Johnson           | 288 |
|      | Hank Sauer            | 288 |
| 167  | Garret Anderson       | 287 |
|      | Joey Votto (3)        | 287 |
|      | Bobby Bonilla         | 287 |
|      | Brian Giles           | 287 |
|      | Bernie Williams       | 287 |
| 172  | Carlos Peña           | 286 |
|      | Frank Thomas          | 286 |
| 174  | Will Clark            | 284 |
|      | Eric Karros           | 284 |
| 176  | Matt Kemp (2)         | 283 |
| 177  | Ken Boyer             | 282 |
|      | Brian McCann          | 282 |
|      | Adam Jones            | 282 |
|      | Eric Davis            | 282 |
|      | Ryne Sandberg *       | 282 |
| 182  | Paul O'Neill          | 281 |
| 183  | Ted Kluszewski        | 279 |
| 184  | Mike Cameron          | 278 |
|      | Ryan Klesko           | 278 |
| 184  | Rudy York             | 277 |
| 186  | Brian Downing         | 275 |
|      | Roger Maris           | 275 |
|      | Dean Palmer           | 275 |
|      | Jorge Posada          | 275 |
| 190  | Dante Bichette        | 274 |
| 191  | Steve Garvey          | 272 |
| 193  | Tom Brunansky         | 271 |
|      | Hanley Ramírez (0)    | 271 |
|      | Raúl Mondesí          | 271 |
|      | George Scott          | 271 |
| 197  | Vernon Wells          | 270 |
|      | Ryan Zimmerman (0)    | 270 |
| 199  | Joe Morgan *          | 268 |
|      | Brooks Robinson *     | 268 |
|      | Gorman Thomas         | 268 |
| 202  | George Hendrick       | 267 |
|      | Mike Napoli           | 267 |
| 204  | Vic Wertz             | 266 |
| 205  | George Bell           | 265 |
|      | Matt Stairs           | 265 |
| 207  | Bobby Thomson         | 264 |
| 208  | Danny Tartabull       | 262 |
| 209  | Eric Chavez           | 260 |
|      | Derek Jeter           | 260 |
|      | Javy López            | 260 |
|      | Tim Wallach           | 260 |
| 213  | Chase Utley           | 259 |
|      | Ian Kinsler           | 257 |
| 215  | Bob Allison           | 256 |
|      | Larry Parrish         | 256 |
|      | Vada Pinson           | 256 |
| 218  | Kirk Gibson           | 255 |
|      | Adam LaRoche          | 255 |
|      | John Mayberry         | 255 |
|      | John Olerud           | 255 |
| 222  | Larry Doby *          | 253 |
|      | Joe Gordon *          | 253 |
|      | Andre Thornton        | 253 |
|      | Todd Zeile            | 253 |

| Rank | Jogador (HRs em 2020) | HR  |
| ---- | --------------------- | --- |
| 226  | Bret Boone            | 252 |
|      | Bobby Murcer          | 252 |
|      | Joe Torre *           | 252 |
| 229  | Tony Armas            | 251 |
|      | Tony Clark            | 251 |
|      | Cy Williams           | 251 |
|      | Robin Yount *         | 251 |
| 233  | José Valentín         | 249 |
| 234  | Ted Simmons           | 248 |
|      | Goose Goslin *        | 248 |
| 236  | Justin Morneau        | 247 |
|      | Vern Stephens         | 247 |
| 238  | Ken Singleton         | 246 |
|      | Víctor Martínez       | 246 |
| 240  | Deron Johnson         | 245 |
|      | Mickey Tettleton      | 245 |
|      | Nick Swisher          | 245 |
| 243  | Lou Whitaker          | 244 |
|      | Hack Wilson *         | 244 |
|      | Paul Goldschmidt (1)  | 244 |
| 246  | Dusty Baker           | 242 |
|      | Hunter Pence (0)      | 242 |
|      | David Wright          | 242 |
|      | Sal Bando             | 242 |
|      | Wally Berger          | 242 |
|      | Roy Campanella *      | 242 |
|      | J. D. Drew            | 242 |
|      | Aubrey Huff           | 242 |
| 254  | Jesse Barfield        | 241 |
|      | Cecil Cooper          | 241 |
|      | Rick Monday           | 241 |
| 257  | Jeff Burroughs        | 240 |
|      | Roberto Clemente *    | 240 |
| 259  | Dolph Camilli         | 239 |
|      | Ken Caminiti          | 239 |
| 261  | Earl Averill *        | 238 |
|      | Ray Lankford          | 238 |
| 263  | Doug DeCinces         | 237 |
|      | Gus Zernial           | 237 |
| 265  | Gabby Hartnett *      | 236 |
| 266  | Johnny Damon          | 235 |
|      | Bill Nicholson        | 235 |
|      | Ben Oglivie           | 235 |
|      | Dan Uggla             | 235 |
| 270  | Gary Matthews         | 234 |
|      | Carlos González (0)   | 234 |
|      | Kevin Mitchell        | 234 |
|      | Paul Molitor *        | 234 |
| 274  | Cliff Floyd           | 233 |
|      | Andrew McCutchen (0)  | 233 |
|      | Carlos Santana (1)    | 233 |
| 277  | J. D. Martinez (0)    | 231 |
|      | Jimmy Rollins         | 231 |
| 279  | Nolan Arenado (3)     | 230 |
|      | Freddie Freeman (3)   | 230 |
|      | Rob Deer              | 230 |
| 282  | Nomar Garciaparra     | 229 |
|      | Jayson Werth          | 229 |
| 283  | Howard Johnson        | 228 |
|      | Dick Stuart           | 228 |
|      | Hal Trosky            | 228 |
| 287  | Marquis Grissom       | 227 |
| 288  | Johnny Callison       | 226 |
| 289  | Troy Tulowitzki       | 225 |
| 290  | Bobby Grich           | 224 |
| 291  | Bobby Doerr *         | 223 |
|      | Travis Fryman         | 223 |
|      | Mike Lowell           | 223 |
| 294  | Jason Bay             | 222 |
|      | Don Mattingly         | 222 |
| 296  | Tony Batista          | 221 |
|      | Anthony Rizzo (3)     | 221 |
|      | Bryce Harper (2)      | 221 |
|      | Geoff Jenkins         | 221 |
| 300  | Tony Oliva            | 220 |
|      | Josh Donaldson (1)    | 220 |